# ورزشگاه شهر شماخی
ورزشگاه شهر شماخی (به لاتین: Shamakhi City Stadium) یک ورزشگاه فوتبال در جمهوری آذربایجان است که در شماخی واقع شده‌است.